# トリモチカビ目
トリモチカビ目は、トリモチカビ亜門に属する菌類の一群である。微小動物や菌類に寄生、又は捕食的に捕らえて吸収する菌類が含まれている。かつては接合菌門接合菌綱に所属させられていた。

## 特徴
トリモチカビ目（学名：Zoopagales）には、元来はトリモチカビ属（学名：Zoopage spp.）のような線虫捕食菌やその他小動物の捕食菌、ゼンマイカビ属（学名：Cochlonema spp.）のようなアメーバなど小動物の内部寄生菌を含めていた。
トリモチカビは細い多核体の菌糸からなる菌糸体を作るもので、菌糸に線虫が触れると、そこから菌糸が侵入し、中身を吸収する。菌糸上に単独でか、あるいは柄の先端に数珠繋ぎでかに分生子をつける。
ゼンマイカビはアメーバの体内にごく限定的な菌糸体を作る。菌糸体はほとんど分枝せずに渦巻き状に巻いて成長する。ゼンマイカビの名はこれに由来する。無性生殖は分節胞子で、宿主の体から菌糸を延ばし、その先端に胞子の数珠をつける。この胞子が宿主表面に付着すると、そこから内部に菌糸が侵入して寄生が行われる。接合胞子も宿主から外に突き出すようにして形成される。
それぞれに類似の属がいくつかあり、無性生殖が行われる場合は分節胞子のほかに単独の胞子を菌糸から側生的につけるものもある。有性生殖は菌糸体の接合によって接合胞子嚢が作られる。接合胞子の形成に先だって、菌糸はやや太くなり、少し平行して伸びた後にその先端で接合する。接合胞子嚢は透明な厚い壁があり、その表面には凹凸がある。

## 目の拡張
接合胞子嚢が形成されるために、この類は接合菌類と見なされ、ケカビ目とは異なるので当初はハエカビ目に含めたが、後に独自の目であると認められた(Bessey,1950)。当初はトリモチカビ科のみを認めたが、ドレクスラーが1973年にトリモチカビ科から内部寄生性のものをゼンマイカビ科として独立させた。
その後、長らくケカビ目に含められたヘリコケファルム科やエダカビ科がKreiselにより1969年に移された。その後、シグモイディオミケス科がこの目に移された。これらは、その無性生殖器官の構造やその大きさからケカビ目と考えられてきたが、他のケカビ目の寄生性のものが細胞壁の接触だけで寄生を行うのに対して、これらが相手の細胞内に吸器を侵入させることからこのような移動が行われたものである。後には分子遺伝学的なデータからも一応支持されている。
また、Zoophagusは線虫などを捕食する糸状菌として名の知られたもので、長らく鞭毛菌類と考えられてきたが、これもトリモチカビ目のものと考えられるようになった。ただし、これには疑問を持つ向きもある。
なお、トリモチカビやゼンマイカビの胞子は、それが接合菌であることから、胞子嚢由来のものではないかと考えられたこともあり、分節胞子嚢と言われる場合もある。しかし、電子顕微鏡像からもその証拠は見いだせない。胞子を単独に形成するものも含めて、これを真性の分生子であると見なす説もある。他方で、新たに追加されたもののうち、エダカビ科のものは明らかに分節胞子嚢であり、ここに他の群との若干の解離がある。
接合胞子嚢については、ヘリコケファルム科とシグモイディオミケス科では未知である。エダカビ科のものは、配偶子嚢が平行に伸びる点では共通するが、接合胞子嚢が褐色に色づき、表面に網状の隆起がある点ではかなり異なっている。
この群は一度はそれぞれ別個の位置に分類されながら、その後に判明した分類上重要な特徴の類似によって集められた群ではあるが、系統的には異なったものが含まれる可能性も指摘されている。

## 生育
成育環境としては、むしろ宿主の成育する環境と考えた方がよいようである。多くのものが土壌で見いだされる。Zoophagusは比較的水中に見いだされることが多く、卵菌類とも考えられてきた。トリモチカビ科やゼンマイカビ科は土壌から見いだされることが多い。動物の糞から発見されることもある。ケカビ目からきた群は、土壌と共に、糞から見いだされる事が多い。ヘリコケファルム科のものは糞や動物遺体周辺に群棲することがある。
培養はいずれも難しい。純粋培養はエダカビ科とヘリコケファルム科の幾つかについて行われたことがある。エダカビ科のものについてはむしろ宿主菌類との二員培養が行われるのが普通で、この方法ではよく生育する。
なお、エダカビ科のものは比較的よく観察されるのに対し、それ以外のものは見る機会がごく少ない。そのうち、ヘリコケファルム科のものは出現すればよく目立ち、野外でも見分けがつく程度なので、実際にまれにしか存在しないと思われる。しかし、トリモチカビ科やゼンマイカビ科に関しては、少なくともその一部はむしろ普通に存在するのではないかとも言われる。実際に観察される機会がごく少ないのは、小動物と共にしか出現しないので、希釈平板法のような分離法では絶対に出現しないこと、菌糸体が繊細で小さいため目立たないこと、生育が素早いが一時的であるために見逃されがちなためと考えられている。また、同様に線虫やワムシを捕らえるカビには分生子形成菌（不完全菌）に属するものもあり、こちらの方がはるかに普通に見られる。これは、この手の菌の場合、動物の捕獲は必須ではなく、腐生菌としても生育が可能なことによる面が大きい。
線虫にかかわる菌については、G.L.Barron が研究を行っており、その中でこの類についても研究を行っている。彼はまず線虫を培養し、そこに野外からの土壌などの試料を接種するという特殊な釣り餌法によってこれらを研究し、同様な方法をワムシを用いて行うことも試みている。

## 分類
かつては接合菌門接合菌綱に含めた。だが分子系統の発展などから菌類の分類体系の見直しが行われた結果、接合菌門は解体の憂き目を見ることになった。この類については門の所属を定めないままに独立の亜門としている。
現在この目に含まれているのは、以下のようなものである。
- トリモチカビ目 Order Zoopagales
  - トリモチカビ科　Family Zoopagaceae：菌糸体を発達させ、線虫やアメーバなどを捕食する。

Zoopage（トリモチカビ）,Zoophagus,Acaulopage,Cystopage,Stylopage
  - ゼンマイカビ科　Family Cochlonemataceae：線虫・アメーバなどに内部寄生し、胞子は菌糸を外へ伸ばして作る。

Aplectostoma,Cochlonema（ゼンマイカビ）,Endocochlus,Euryancale,Amoebophilus,Bdellospora
  - ヘリコケファルム科 Family Helicocephalidaceae：菌糸体は発達し、大柄な胞子を形成する。

Helicocephalum,Brachymyces,Rhopalomyces（トムライカビ）
  - エダカビ科　Family Piptocephalidaceae：菌糸体はよく発達。分節胞子嚢をつける。菌類に寄生。

Piptocephalis（エダカビ）,Syncephalis（ハリサシカビ）,Kuzuhae
  - シグモイデオミケス科 Family Sigmoideomycetaceae：二又分枝した枝に不実の枝と共に頂のうをつけ、その表面に胞子を多数つける。菌類に寄生。

Sigmoideomyces,Thamnocephalis（サムノケファリス）,Leticurocephalis

なお、かつてトリコミケス目に含めたアメビディウムに寄生するバシディオルム Basidiolumがこの目に属するとの可能性が示唆されている。